# Джуртелеку-Хододулуй
Джуртелеку-Хододулуй (рум. Giurtelecu Hododului) — село у повіті Сату-Маре в Румунії. Входить до складу комуни Ходод.
Село розташоване на відстані 404 км на північний захід від Бухареста, 44 км на південь від Сату-Маре, 80 км на північний захід від Клуж-Напоки.

## Населення
За даними перепису населення 2002 року у селі проживали 816 осіб.
Національний склад населення села:
| Національність | Кількість осіб | Відсоток |
| -------------- | -------------- | -------- |
| румуни         | 807            | 98,9%    |
| угорці         | 8              | 1,0%     |

Рідною мовою назвали:
| Мова      | Кількість осіб | Відсоток |
| --------- | -------------- | -------- |
| румунська | 809            | 99,1%    |
| угорська  | 7              | 0,9%     |